# Comunità ebraica di Sacrofano
Sacrofano fu sede nel medioevo di una piccola comunità ebraica. 
Nella zona più alta del centro storico è ancora oggi visibile uno stretto passaggio dove è scritto "Vecchio Ghetto", dal quale si entra in una piccola corte chiusa sulla quale si affacciano case basse, ognuna con la sua scala di accesso in pietra.
Nella metà del XVI secolo la parte più alta del castrum viene trasformata da zona militare a nucleo residenziale chiuso, un Ghetto destinato esclusivamente alla comunità ebraica proveniente da Fiumefreddo Bruzio, in provincia di Cosenza. La zona era accessibile dal "Portone di Sopra", situata nei pressi dell'attuale Piazza XX Settembre che si chiudeva al tramonto e veniva riaperto all'alba. Le leggi razziali, sancite dall'enciclica di papa Paolo IV cum nimis absurdum del 1555, sono riportate nello Statuto di Scrofano con una serie di limitazioni ai diritti della comunità ebraica che ne impongono la condotta. Con la crescita della popolazione le case vengono rialzate creando un impianto di strade strette, dotate di scale e molto affollate. In una casa privata ancora oggi è presente ciò che resta dell'armadio sacro o Aron haQodesh dove si custodiva il Sefer Torah, il rotolo della legge. I motivi della proroga alla cacciata degli ebrei da Fiumefreddo Bruzio, i quali erano dediti alla lavorazione della seta, furono di tipo economico e furono redatti in un documento chiamato Bifolio